# 日本重化学工業
日本重化学工業株式会社（にほんじゅうかがくこうぎょう）は、東京都に本社を置く重化学工業メーカー。

## 沿革
- 1917年（大正6年） - 富山県伏木町（現・高岡市）に「北海電化工業株式会社」として設立。
- 1938年（昭和13年） - 山形県小国町で「日本電興株式会社」が合金鉄生産開始。
- 1939年（昭和14年） - 山形県酒田市で「株式会社鐵興社」（現・東北東ソー化学）が合金鉄生産開始。
- 1943年（昭和18年） - 北海電化工業で合金鉄の生産を開始。
- 1951年（昭和26年） - 北海電化工業が商号を「東化工株式会社」に変更。
- 1958年（昭和33年） - 日本電興が東芝電興と改称。
- 1966年（昭和41年） - 日本最初の地熱発電所である松川地熱発電所完成。
- 1968年（昭和43年） - 鐵興社の合金鉄部門と東芝電興の合金鉄部門が合併し「日本フェロアロイ株式会社」発足。
- 1969年（昭和44年） - 日本フェロアロイと東化工が合併し「日本重化学工業株式会社」設立。
- 1975年（昭和50年） - 東北重化学工業株式会社を吸収合併。
- 1991年（平成3年） - 株式会社コスコを吸収合併し、情報・通信事業部とする。
- 2000年（平成12年） - 情報・通信事業部を、子会社の「日重システム開発」とともに「株式会社アイコテクノロジー」として分離独立。
- 2002年（平成14年）2月 - 東京地方裁判所に会社更生手続き開始を申立。これを発表したのは同月2月の株式取引時間中（後場寄付直後）のことで異例であった。
- 2003年（平成15年） - 東京地方裁判所が会社更生計画を認可。
- 2003年（平成15年） - グループ内の更生会社6社を日本重化学工業に吸収合併。
- 2006年（平成18年） - 会社更生手続終結。
- 2011年（平成23年） - BOZEL社（伯、仏）を買収し、完全子会社化。
- 2012年（平成24年） - ニッケル水素電池からのレアアースリサイクル事業開始。

## 主な事業所
- 酒田事業所
  - 山形県酒田市大浜1-4-63
- 小国事業所
  - 山形県西置賜郡小国町大字小国町232
- 高岡事業所
  - 富山県高岡市吉久1-1-145

## 関連企業
日重建設株式会社
- 本社:富山県高岡市吉久1-1-145

地熱エンジニアリング株式会社
- 本社・盛岡営業所: 岩手県滝沢市大釜大清水356-6

日重環境株式会社
- 本社・赤城事業所:群馬県みどり市大間々町大間々1668
- 北陸事業所:富山県高岡市吉久1-1-145

ゴスペル・トーシン株式会社
- 本社:福島県伊達市細谷26-9